# Acrocercops glutella
Acrocercops glutella là một loài bướm đêm thuộc họ Gracillariidae. Nó được tìm thấy ở Java, Indonesia. Nó được miêu tả bởi W. van Deventer năm 1904. th hostplants for the Loài gồm có Gluta rengus và Semecarpus heterophylla.